# Royal Moto
Royal Moto is een historisch merk van motorfietsen.
De bedrijfsnaam was: Ets. Royal Moto, Saint-Étienne.
Dit was een Frans merk dat door Massardin gebouwde 98-, 174- en 244 cc tweetakten en 246- tot 498 cc zij- en kopkleppers inbouwde. De productie liep van 1923 tot 1932.
De coureur André Faure nam met Royal Moto motorfietsen aan lange-afstandsraces deel. 